# Wettbach (Prim)
Der Wettbach ist ein etwa 7,1 km langer, östlicher und rechter Zufluss der Prim in Baden-Württemberg.

## Name
Wette ist eine Bezeichnung für einen kleinen Weiher, einen Tümpel, eine Wasserlache oder ein künstliches Sammelreservoir für (unreines) Oberflächenwasser, die z. B. als Pferdetränke genutzt wurden.

## Geographie

### Verlauf
Der  Wettbach entspringt am Hochwald südöstlich von Gosheim. Von dort fließt er in südöstliche Richtung zum Gehöft Aumühle. Dabei nimmt er zahlreiche Quellbäche insbesondere vom Kehlen auf. Unterhalb der Aumühle fließen ihm von links unter anderem der Schweinbach und der Rohrenbach zu. Der Bach fließt auf einer kurzen Strecke durch Denkingen, wo ihm auch der Klippengraben von links zufließt. Südwestlich von Denkingen fließt der Bach durch ein weitgehend offenes Tal, wobei der Bachlauf durch einen schmalen Galerieauwald begleitet wird. Kurz vor seiner Mündung in die Prim unterquert er die Bahnstrecke Plochingen–Immendingen und die Bundesstraße 14. Er mündet südwestlich der Erlenmühle auf Aldinger Gebiet direkt unterhalb der Bundesstraße von rechts und Osten auf einer Höhe von 606 m ü. NHN in die Prim.
Der etwa 7,1 km lange Lauf des Wettbachs endet ungefähr 303 Höhenmeter unterhalb seiner Quelle, er hat somit ein mittleres Sohlgefälle von etwa 43 ‰.

### Einzugsgebiet
Das Einzugsgebiet ist rund 7,7 km² groß. Sein höchster Punkt liegt auf dem Hummelsberg auf einer Höhe von 1002,1 m ü. NHN. Das Einzugsgebiet gehört naturräumlich gesehen zum Südwestlichen Albvorland. Es umfasst von der Wohlgeschichtete-Kalke-Formation des Oberen Jura bis hinab zur Trossingen-Formation des Keupers zahlreiche Schichtstufen des Südwestdeutschen Schichtstufenlands.
Reihum grenzen die Einzugsgebiete der folgenden Nachbargewässer an:
- Im Nordwesten fließt der kurze Tiefentalbach wenig abwärts des Wettbachs ebenfalls zur Prim;
- im Nordnordwesten liegt das Quellgebiet des Vogelsangbach, ein noch tieferer Primzufluss;
- im Nordosten liegt, nunmehr jenseits der Europäischen Hauptwasserscheide zwischen Rhein diesseits und Donau jenseits, das Quellgebiet der Unteren Bära;
- im übrigen Westen folgen die weithin gewässerlosen Einzugsgebiete der Lippach und des Ursentalbachs, die wie die Bära zur Donau laufen;
- im Süden fließt wenig oberhalb des Wettbachs der kurze Heimbach nun wieder in die Prim ein.

## Naturschutz und Schutzgebiete
Der Wettbach entspringt im Vogelschutzgebiet Südwestalb und Oberes Donautal sowie im Landschaftsschutzgebiet Albtrauf zwischen Balgheim und Gosheim mit Dreifaltigkeitsberg, Klippeneck und Lemberg, dessen Außengrenze er streckenweise bildet. Südwestlich von Denkingen fließt er durch ein Teilgebiet des FFH-Gebiets Prim-Albvorland. Etwa auf halber Strecke zwischen Denkingen und der Mündung in die Prim liegt das flächenhafte Naturdenkmal Kälberbronnen/Wettbach.

### LUBW
Amtliche Online-Gewässerkarte mit passendem Ausschnitt und den hier benutzten Layern: Lauf und Einzugsgebiet des Wettbachs

Allgemeiner Einstieg ohne Voreinstellungen und Layer: Daten- und Kartendienst der Landesanstalt für Umwelt Baden-Württemberg (LUBW) (Hinweise)
1. 1 2 3  Höhe ermittelt über WPS-Prozess (Geländehöhe).
2. ↑  Länge nach dem Layer Gewässernetz (AWGN).
3. ↑  Einzugsgebiet nach dem Layer Basiseinzugsgebiet (AWGN).
4. ↑  Schutzgebiete nach den einschlägigen Layern, Natur teilweise nach dem Layer Biotop.

### Andere Belege
1. ↑  Hermann Fischer, Wilhelm Pfleiderer: Schwäbisches Wörterbuch. Auf Grund der von Adelbert v. Keller begonnenen Sammlungen und mit Unterstützung des Württembergischen Staates. Sechster Band. U. W. X. Z. H. Lauck’sche Buchhandlung, Tübingen 1924, Spalte 733.
2. ↑  Friedrich Huttenlocher: Geographische Landesaufnahme: Die naturräumlichen Einheiten auf Blatt 178 Sigmaringen. Bundesanstalt für Landeskunde, Bad Godesberg 1959. → Online-Karte (PDF; 4,3 MB)
3. ↑  Geologie nach den Layern zu Geologische Karte 1:50.000 auf: Mapserver des Landesamtes für Geologie, Rohstoffe und Bergbau (LGRB) (Hinweise)